# Provincia de Muñecas
La provincia de Muñecas es una provincia boliviana que se encuentra en el departamento de La Paz y tiene como capital provincial a Chuma. Tiene una superficie de 4965 km² y una población de 25 132 habitantes (INE 2001). Debe su nombre a Ildefonso de las Muñecas, sacerdote y líder guerrillero en la guerra de la Independencia del Alto Perú (hoy Bolivia).

## Historia
Poco después de la independencia de Bolivia se estableció la primera organización territorial del país mediante ley de 23 de enero de 1826, que decretó que los departamentos se dividan en provincias, y éstas en cantones.
Unos meses después, el 18 de octubre del 1826, se crearon las provincias de Larecaja y Muñecas sobre el territorio del antiguo Partido de Larecaja compuesto de 23 pueblos, dentro de la Intendencia de La Paz durante la época de la corona española.

## Geografía
La provincia es una de las 20 provincias que componen el departamento de La Paz. Tiene una superficie de 4965 km², lo que representa un 3,71 % de la superficie total del departamento. Está ubicada entre los 15°33′ de latitud sur y los 68° 66’ de longitud oeste del meridiano de Greenwich. Limita al norte con la provincia de Bautista Saavedra, al este con la provincia de Larecaja, al sur con la provincia de Omasuyos y al oeste con la provincia de Camacho.

## Demografía
De acuerdo con el censo boliviano de 2024, la población de la provincia de Muñecas es de 33 348 habitantes.
La población de la provincia casi se ha duplicado en las últimas tres décadas:
| Año  | Habitantes | Fuente |
| ---- | ---------- | ------ |
| 1992 | 17 820     | Censo  |
| 2001 | 25 163     | Censo  |
| 2012 | 25 193     | Censo  |
| 2024 | 33 348     | Censo  |

## Municipios
La provincia de Muñecas está compuesta de 3 municipios, los cuales son:
- Chuma
- Ayata
- Aucapata